# Der Sexbomber
Der Sexbomber (Originaltitel: Pensione amore servizio completo) ist ein italienischer Sexfilm aus dem Jahr 1979 von Luigi Russo mit Christian Borromeo in der Hauptrolle.

## Handlung
Der schöne blonde Germano zieht den Zorn seines Vaters auf sich, als er es mit der Dienerin treibt, die eigentlich dem Herrn Papa zu Diensten steht. Von seinem Vater wird Germano aufs Land zu seiner Großmutter geschickt. Germano ahnt nicht, dass Oma ein Bordell betreibt. Als er eines Tages von den Männern des Dorfes beim Baden gesehen wird, sind die hellauf begeistert: Germano hat einen Prachtschwanz und mit seinem großen Penis könnte er das Dorf retten. Von den Männern des Dorfes als Held verehrt, muss Germano nun im Hotel anschaffen und sein legendärer Penis lockt Damen aus aller Welt in die kleine Sex-Pension. Doch Germano, der nun im Akkord Sex-Arbeit leistet und dem Dorf Profit einbringt, wird bald impotent. Doch ein junges Mädchen macht Germano wieder standfest…

## Kritiken
„In der Pension seiner Großmutter macht ein blonder Jüngling Furore durch sein überdimensioniertes Geschlechtsteil, so daß das Haus von Frauen überlaufen wird. Ein in jeder Hinsicht miserabler Sexfilm.“